# Karpovka (rivière)
La Karpovka (russe : Ка́рповка) est une petite rivière du bassin de la Neva à Saint-Pétersbourg, en Russie. Elle sépare l'île Aptekarsky (rive droite) de l'île Petrogradsky (rive gauche). La Karpovka coule à partir de la Grande Nevka jusqu'à la Petite Nevka et est longue de 3 kilomètres. 
Le nom russe est dérivé du vieux nom finlandais de la rivière, Korpijoki. 

Le Jardin Botanique de Saint-Pétersbourg et le couvent Ioannovsky sont situés sur la rive droite de la rivière.

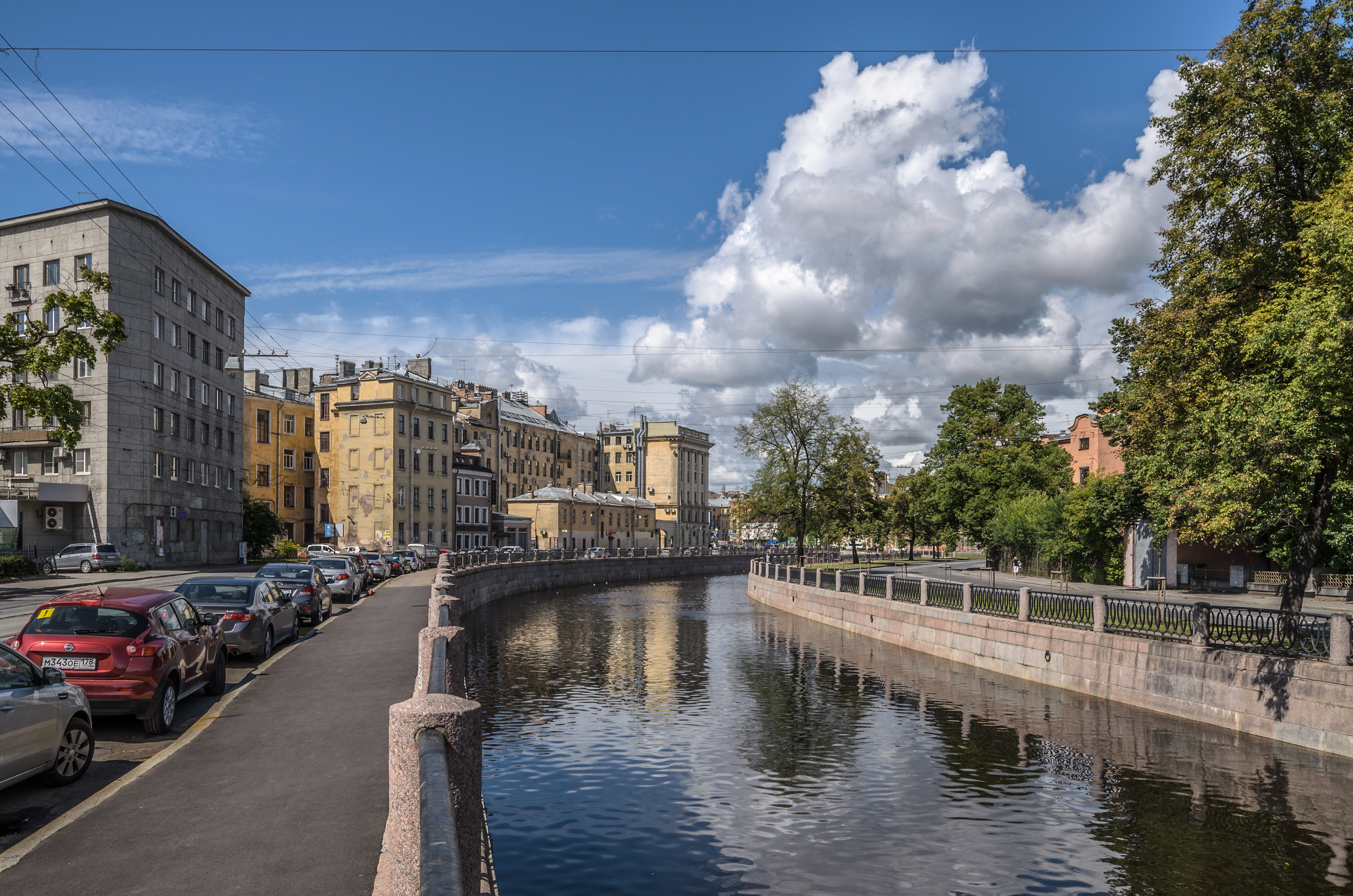
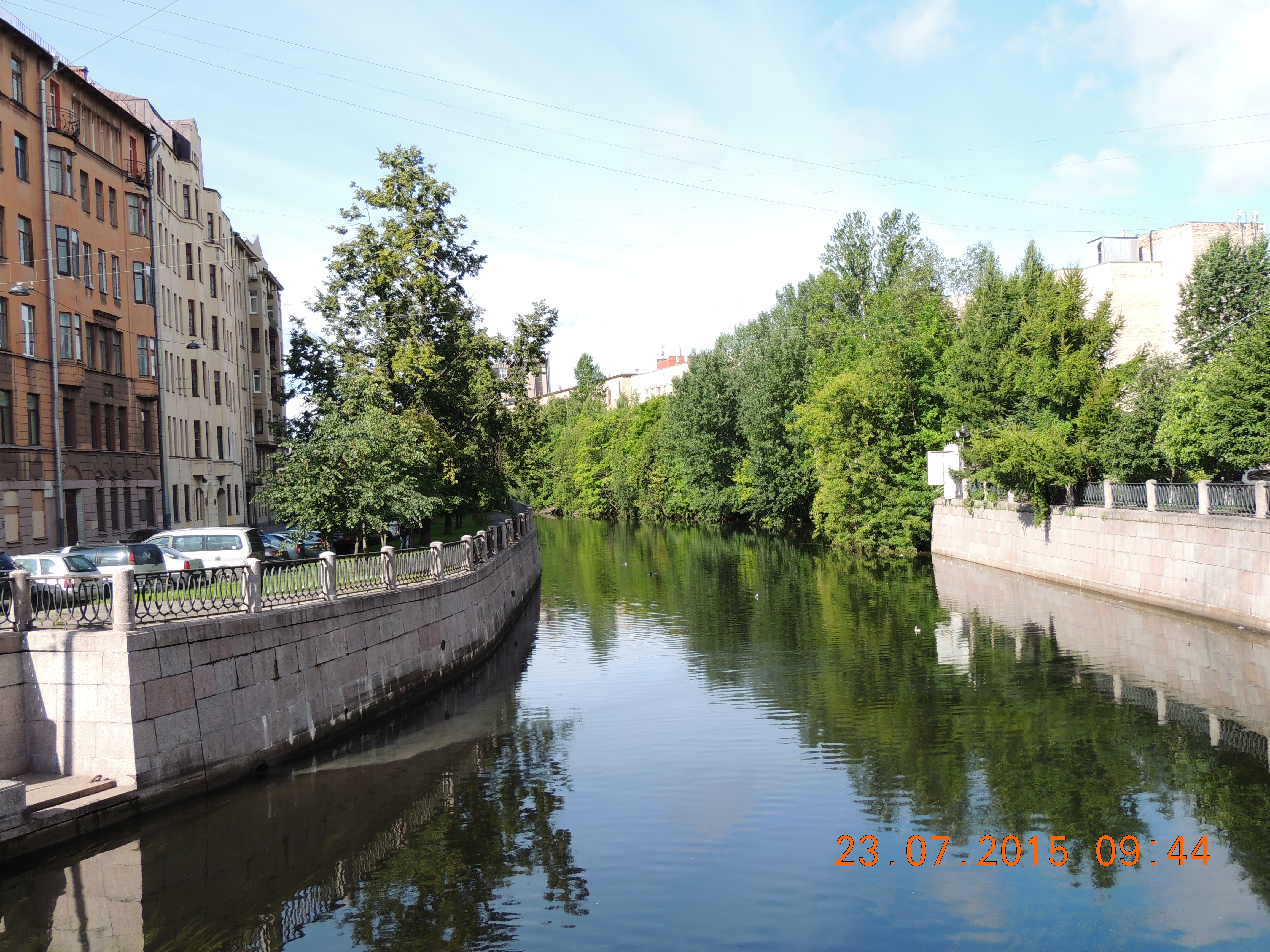
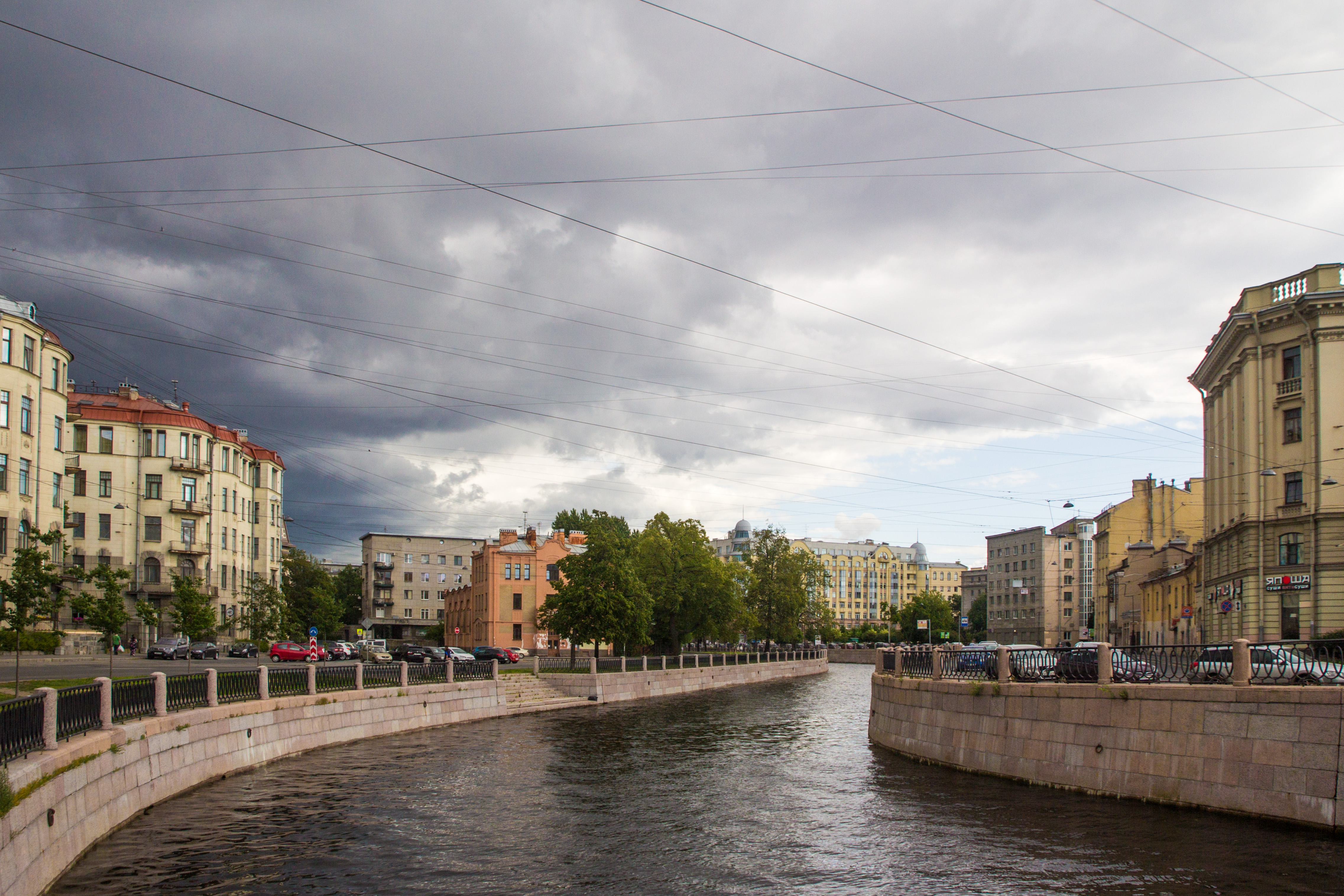
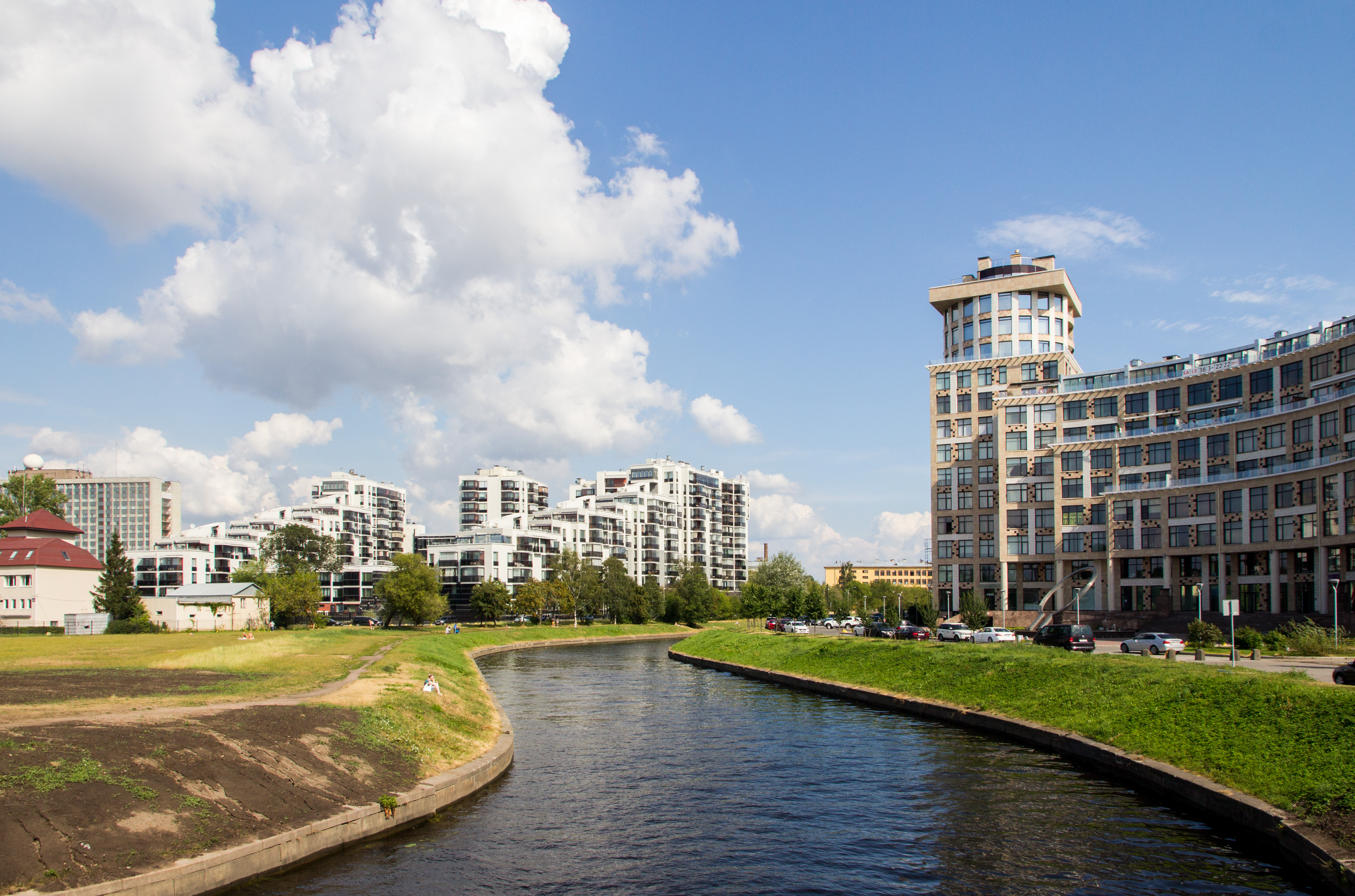